# Schlegelsberg (Erkheim)
Schlegelsberg ist ein Kirchdorf und Ortsteil des Marktes Erkheim im schwäbischen Landkreis Unterallgäu in Bayern.

## Geografie

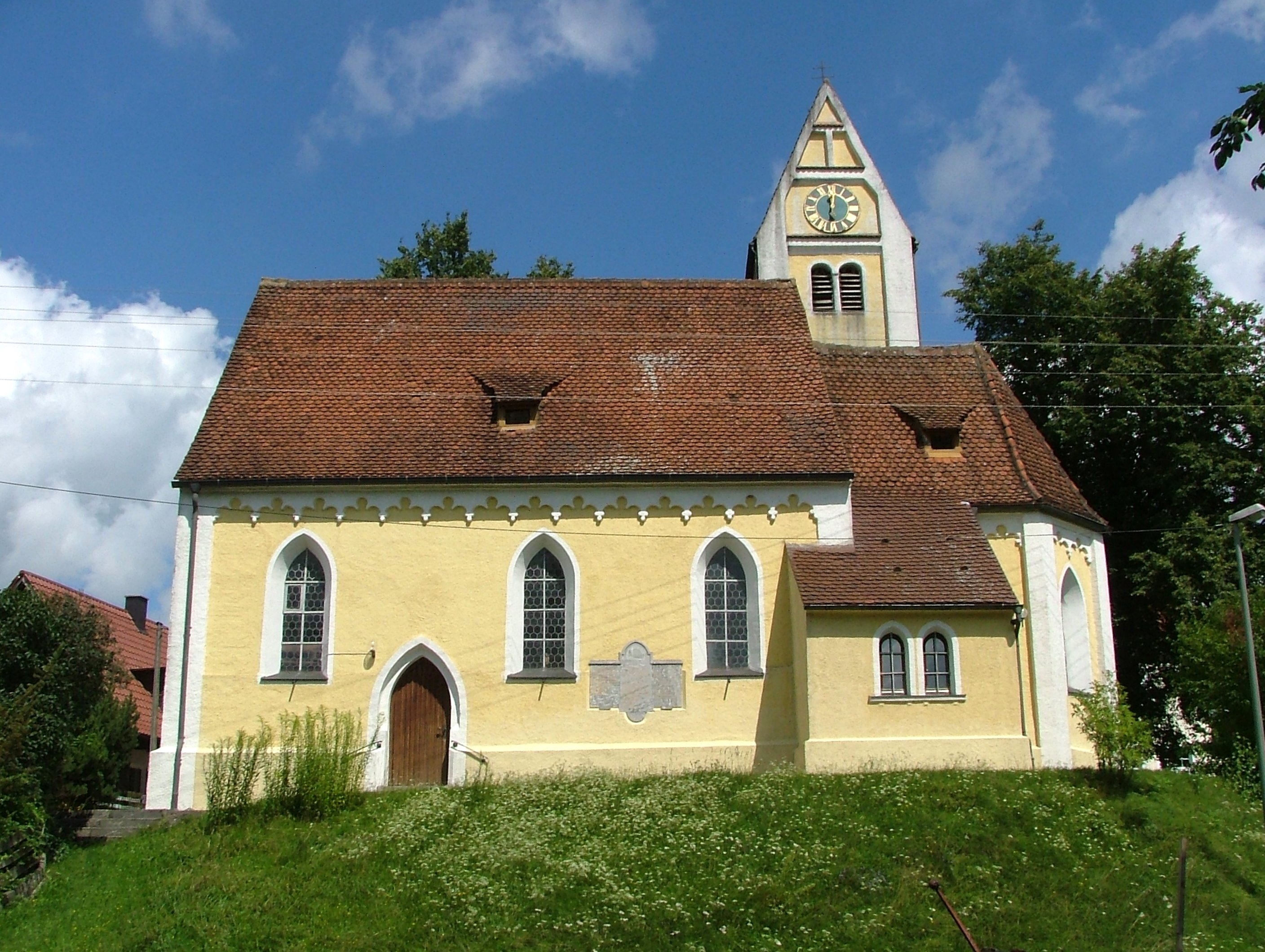
Filialkirche St. Stefan

Schlegelsberg liegt etwa 2 Kilometer südlich von Erkheim. Das Dorf ist durch die Staatsstraße St 2011 und eine Gemeindestraße mit dem Hauptort verbunden. Am westlichen Ortsrand verläuft die Östliche Günz.

## Geschichte
Erstmals ist Schlegelsberg als Perc am Slegelsperc im 13. Jahrhundert urkundlich erwähnt. Im 13. und 14. Jahrhundert waren die Klöster Irsee, Rot an der Rot und Ottobeuren begütert. Des Weiteren hatten die Memminger Bürger Hans Merz und Hans Wiedemann, das Memminger Unter- und Oberhospital Besitztümer im Ort. Noch im 18. Jahrhundert bezeichnete man als Schlegelsberg den Höhenzug zwischen Sontheim und Breitenbrunn. 1954 fand man westlich des Dorfes einen Zahn eines Urpferdes.
Am 1. Mai 1978 wurde Schlegelsberg, welches bis dahin mit Knaus eine selbstständige Gemeinde bildete, im Zuge der Gebietsreform in Bayern nach Erkheim eingemeindet.

## Sehenswertes
- Die katholische Filialkirche St. Stephan stammt aus dem 15. Jahrhundert.
- Bauernhaus (Nummer 50) ist ein Mittertennbau mit Flachdach und stammt vom Ende 17./Anfang 18. Jahrhundert.